# Hope (Arkansas)
Hope is een kleine stad in de Amerikaanse staat Arkansas. De plaats heeft ongeveer 10.000 inwoners. 
Het stadje is vooral bekend als de geboorteplaats van de 42ste president van de Verenigde Staten, Bill Clinton. De voornaamste bezienswaardigheid is dan ook diens geboortehuis, dat gerestaureerd werd en thans beheerd wordt door de Clinton Birthplace Foundation. Het spoorwegdepot is omgebouwd tot een museum over Clintons leven.
Ook ex-gouverneur van Arkansas Mike Huckabee, die kandidaat was voor de Republikeinse nominatie bij de Amerikaanse presidentsverkiezingen 2008, is in Hope geboren.
De stad heeft haar eigen luchthaven, die tijdens de Tweede Wereldoorlog diende als oefenterrein. Na Orkaan Katrina werden nabij de luchthaven noodwoningen gebouwd voor de daklozen, die er anno 2010 nog steeds staan.
De stad staat bekend om haar watermeloenen, en een inwoner heeft het record van de grootste watermeloenen op zijn naam staan, met bijna 270 pond. Er is dan ook een jaarlijks watermeloenfestival in de tweede week van augustus. De watermeloen is terug te vinden in het logo van de stad en diens slogan, a slice of the Good Life.

## Geboren
- Ketty Lester (1934), actrice en zangeres
- Melinda Dillon (1939-2023), actrice
- Vince Foster (1945-1993), juridisch adviseur van president Bill Clinton
- Bill Clinton (1946), 42e president van de Verenigde Staten (1993-2001)
- Mike Huckabee (1955), gouverneur van Arkansas en presidentskandidaat
- Sarah Huckabee Sanders (1982), perschef van het Witte Huis onder Donald Trump, dochter van Mike Huckabee

## Plaatsen in de nabije omgeving
De onderstaande figuur toont nabijgelegen plaatsen in een straal van 24 km rond Hope.